# Parafang

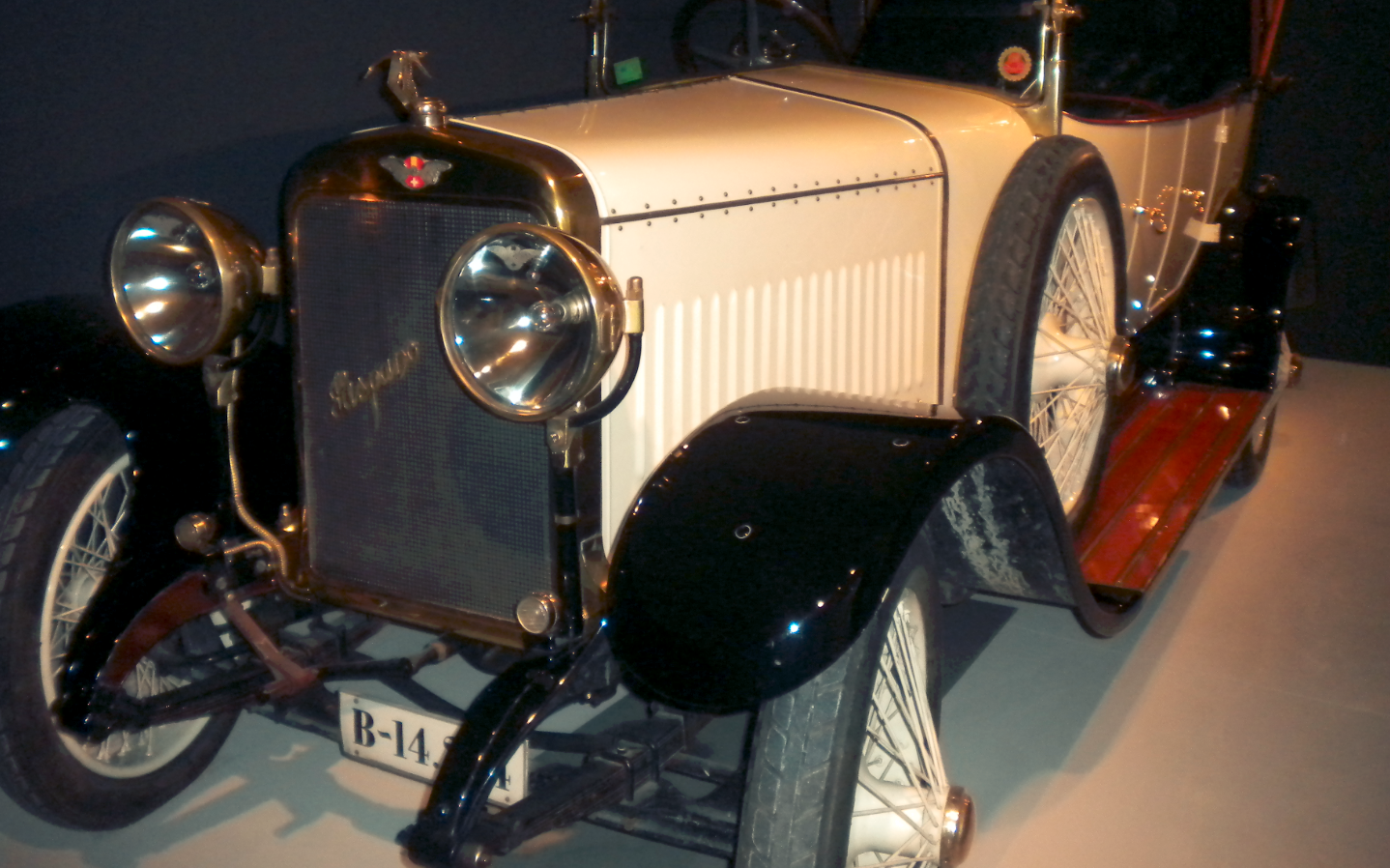
Primer pla del parafang, de color negre, d'un Hispano-Suiza 16HP de 1920.

Un parafang és el conjunt de peces que envolten la part exterior de les rodes d'un vehicle per evitar que esquitxin aigua, fang o neu al girar.
Als cotxes moderns, generalment, el parafang s'ha incorporat al xassís del vehicle. En canvi, a les motos i a les bicicletes s'ha mantingut com a part independent.